# Forges de Lanouée
Forges de Lanouée es una comuna nueva francesa situada en el departamento de Morbihan, de la región de Bretaña.

## Historia
Fue creada el 1 de enero de 2019, en aplicación de una resolución del prefecto de Morbihan de 27 de diciembre de 2018 con la unión de las comunas de Lanouée y Les Forges, pasando a estar el ayuntamiento en la antigua comuna de Lanouée.

## Demografía
Según los datos aportados en la resolución del prefecto de Morbihan, la comuna se crea con 2278 habitantes.

## Composición
| Comuna fusionada | Código INSEE | Población (2014) | Superficie (km²) | Densidad (hab./km²) |
| ---------------- | ------------ | ---------------- | ---------------- | ------------------- |
| Lanouée          | 56102        | 1763             | 43.76            | 40                  |
| Les Forges       | 56059        | 456              | 52.53            | 8.7                 |